# Багарязы
Багарязы (баш. Бағаряҙ) — горный хребет на Южном Урале. Находится на территории Ишимбайского и Гафурийского Башкортостана.
Хребет Багарязы относится к хребтам Башкирского (Южного) Урала. Хребет протянулся вдоль меридиана в Ишимбайском и Гафурийском районах Башкортостана. Характеризуется обнажениями скал и крутыми склонами.
Длина хребта — 9 км, ширина — 3 км, высота — 477 м.
Состоит из карбонатных порода (известняки, аргиллиты, доломиты) турнейского яруса и визейского яруса нижнего карбона.
Ландшафты — широколиственные леса из лип, клёна, дуба, ильма.